# Zackarias Martini Aagaard

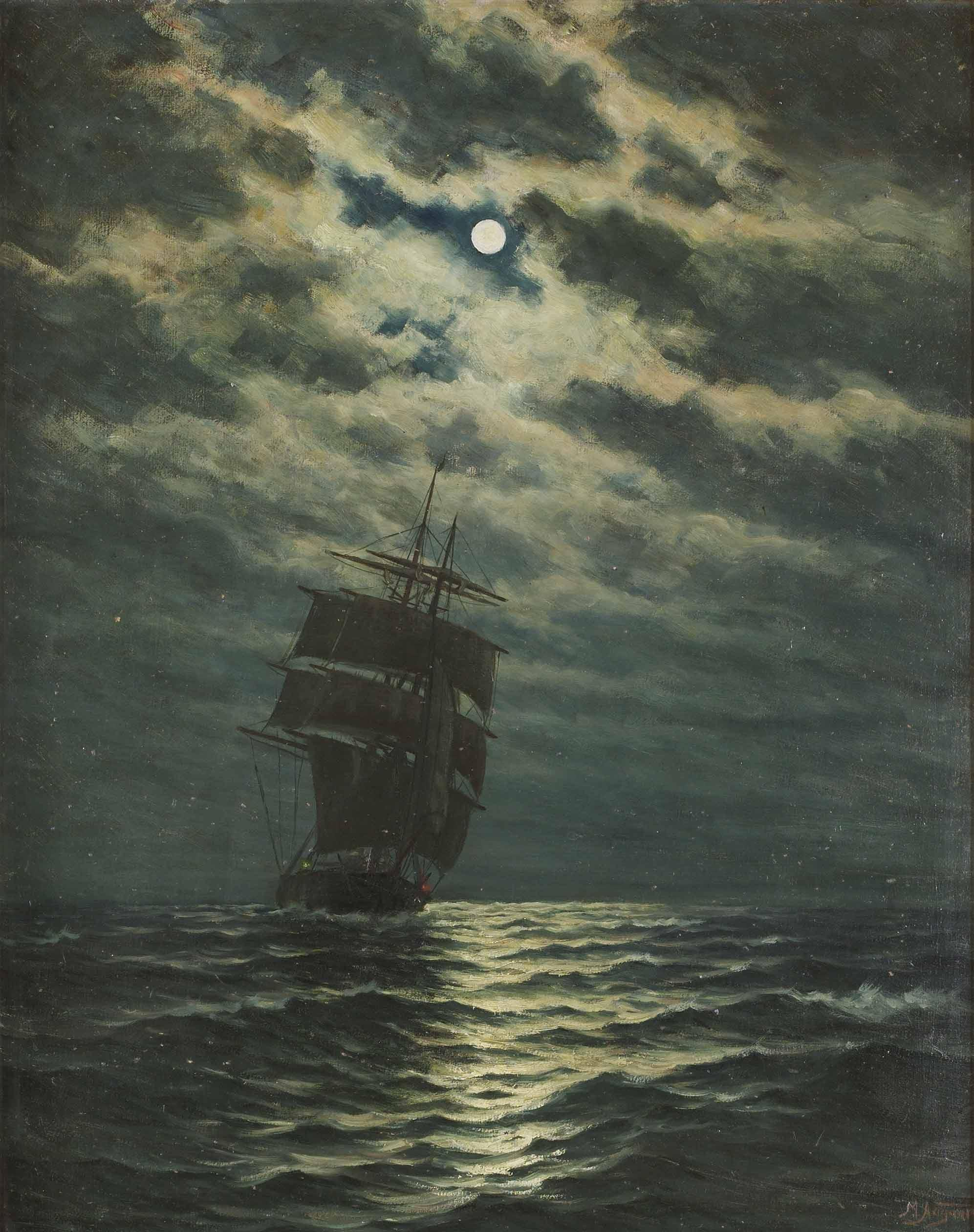
Skips i måneskinn

Zacharias Martin Aagaard (13 de outubro de 1863 - 6 de dezembro de 1913) foi um pintor norueguês especializado em pintura marinha.

## Vida pregressa
Zacharias Martin Aagaard nasceu em Levanger, no condado de Trøndelag Setentrional. Ele foi educado na Escola Técnica de Trondheim e na Escola de Desenho Real (atual Academia Nacional Norueguesa de Artesanato e Indústria Artística), em Oslo. Ele foi um estudante de Harriet Backer e Knud Bergslien, e ele foi aprendiz por um tempo com Christian Krohg. Passou um tempo pesquisando locais em Lofoten e Finnmark.
Ele expôs suas obras a partir de 1898 em Bergen. Ele expôs na Exposição Universal (1900). Várias de suas pinturas foram executadas em grandes dimensões. Em 1909, Aagaard esteve em Trondheim, onde pintou uma grande pintura do porto apresentando embarcações de recreio. Seu trabalho está em exibição pública no Museu Marítimo de Bergen, no Museu Nordmøre e no Museu Marítimo de Trondheim, entre outros locais.
Ele morreu em 1913 em Kristania, Noruega.

## Trabalhos
Nos últimos anos, o trabalho de Aagaard foi vendido em leilão entre US$ 438,00 para 'Ångare' e US$ 11.929,00 para 'Norske Båter Langs Kysten'.

## Galeria

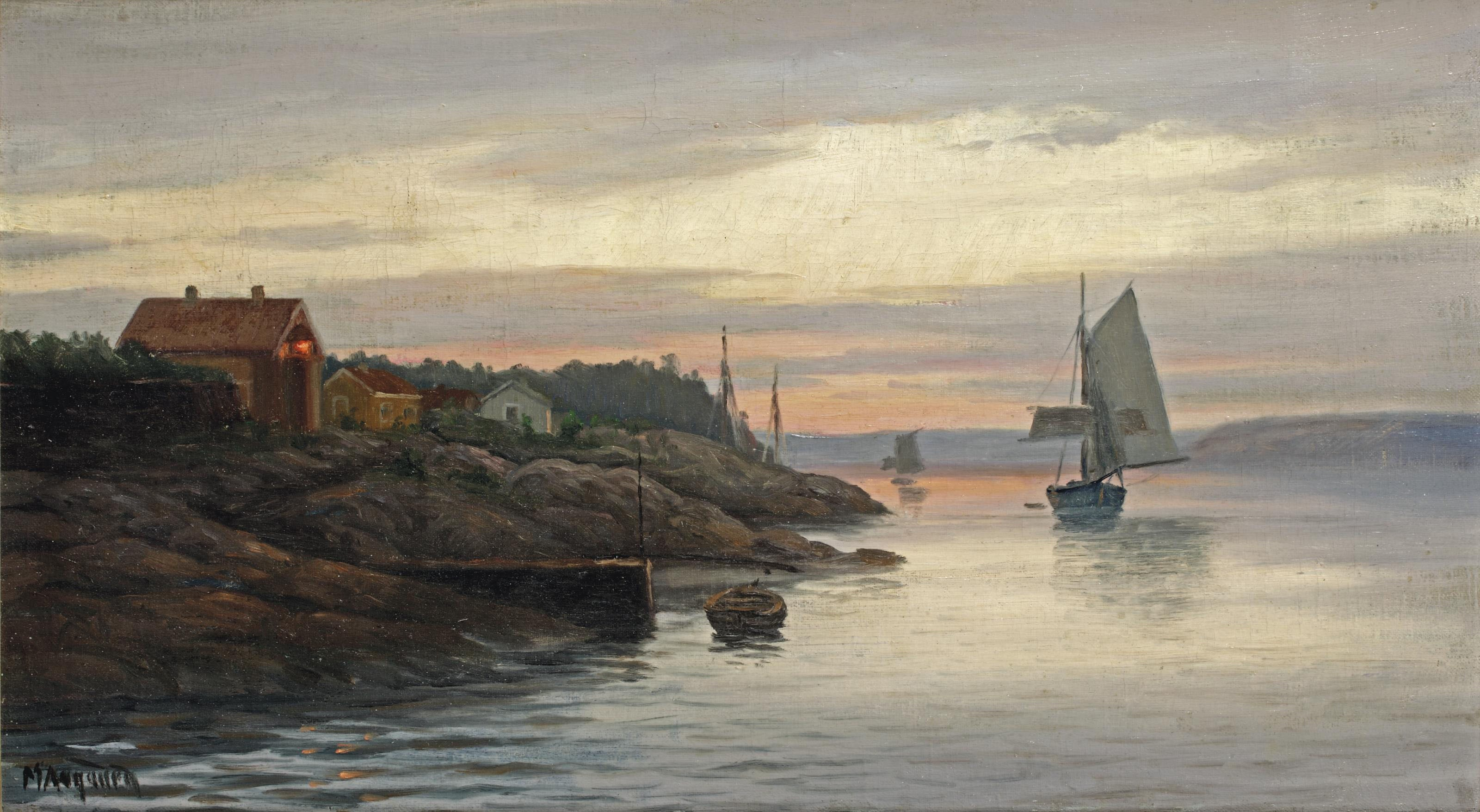
Umbes (1880)
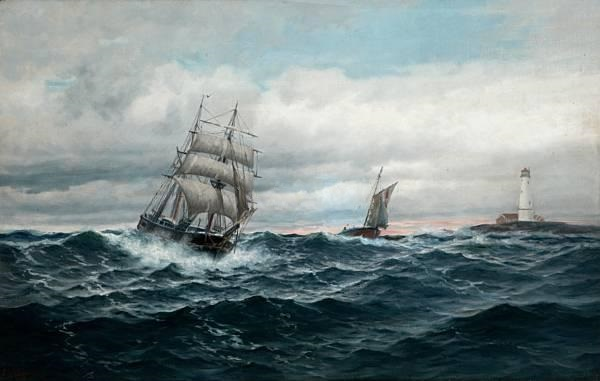
For fulle seil
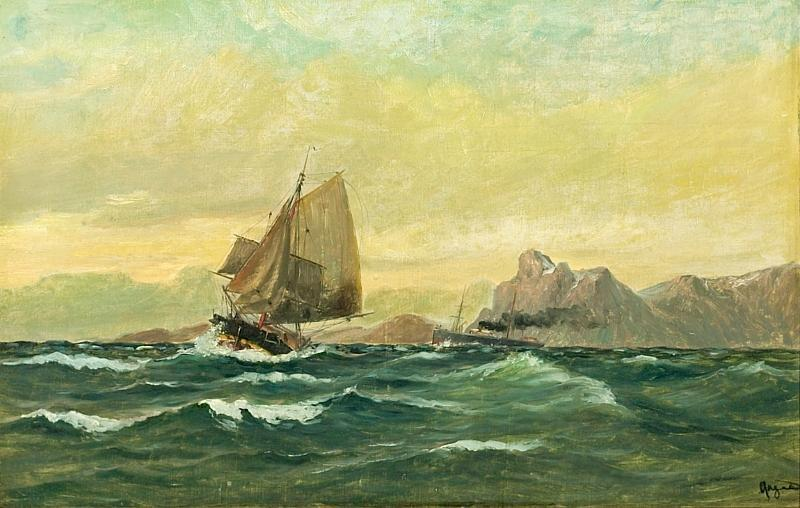
Sjølandskap med fjellformasjoner
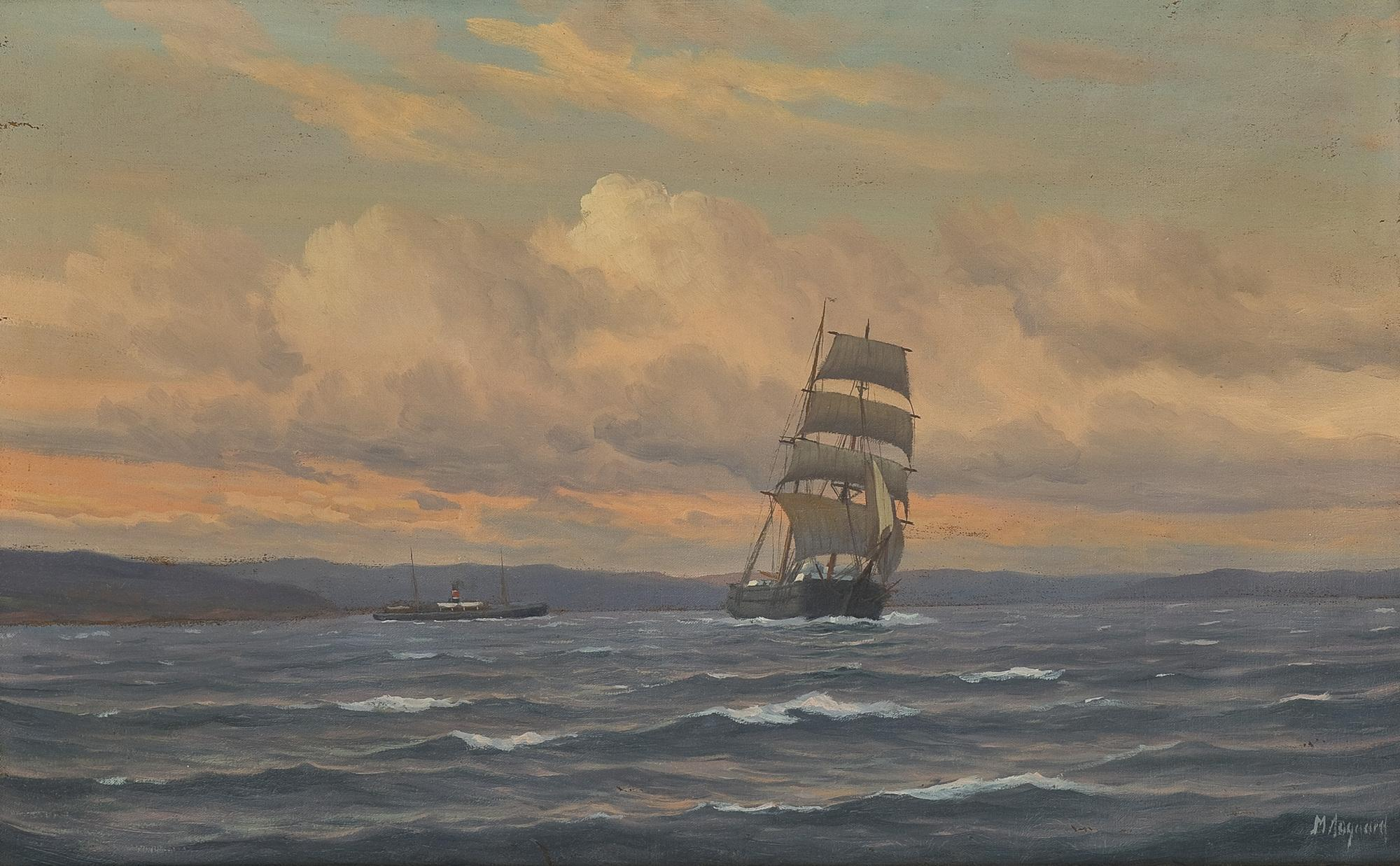
Seilskute Og Dampskip (1886)
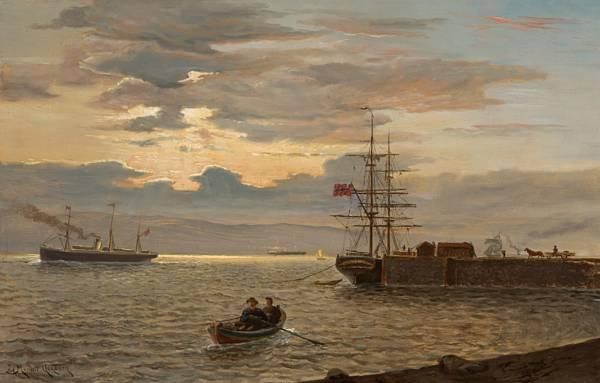
Tyskerbryggen i Bergen (1886)
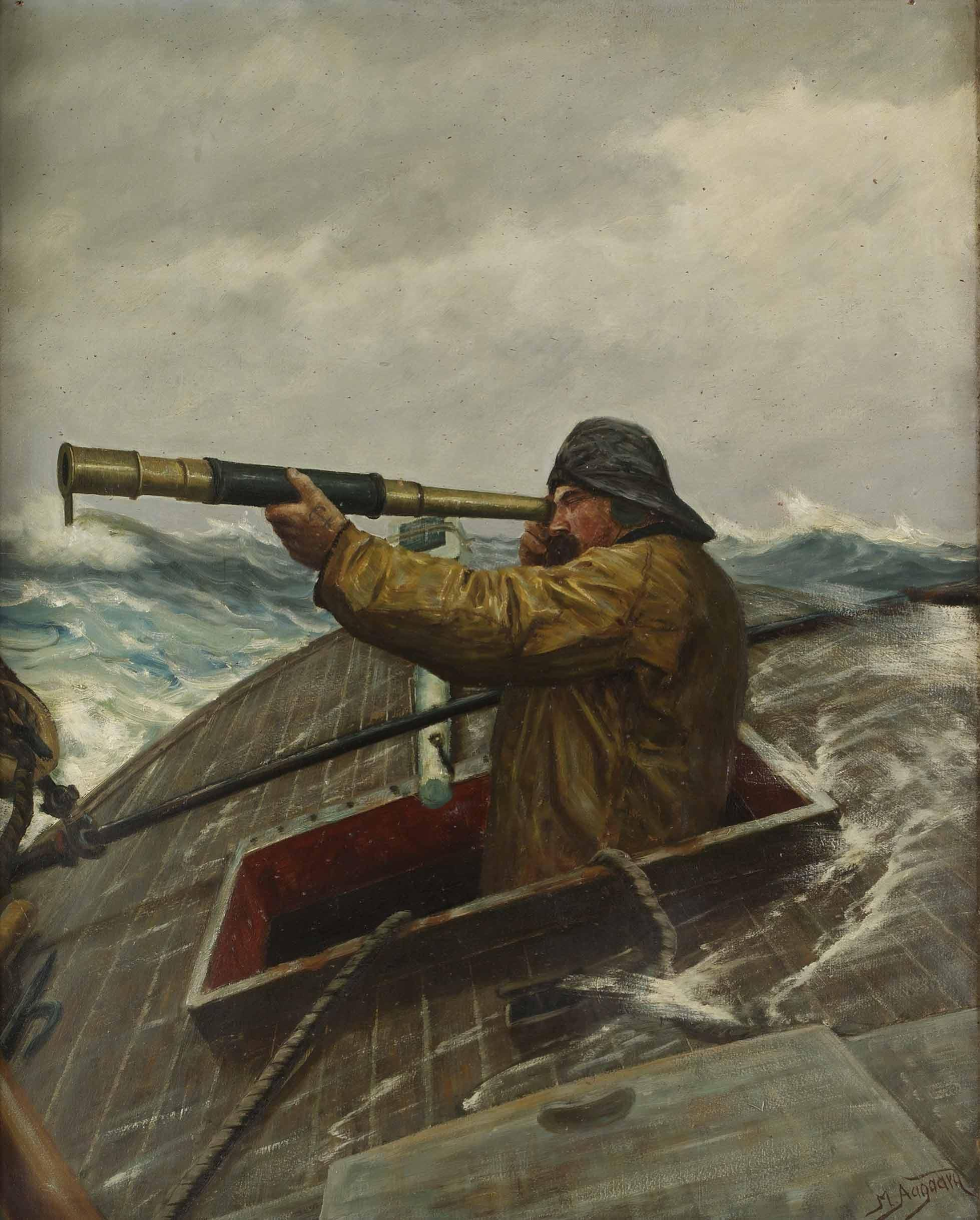
Sailor med kikkert
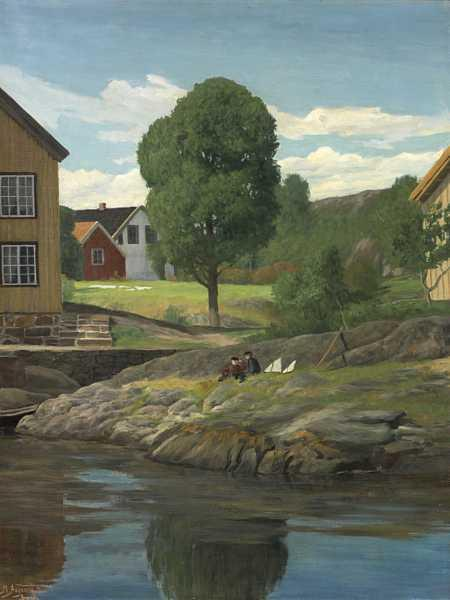
Borøen (1900)